# Der Feuerteufel (1984)
Der Feuerteufel (Originaltitel: Firestarter) ist ein US-amerikanischer Horrorfilm des Regisseurs Mark L. Lester aus dem Jahr 1984. Der 1983 entstandene Film beruht auf Stephen Kings Roman Feuerkind von 1980. Für Spezialeffekte sorgten Mike Wood und Jeff Jarvis. Der Film kam am 28. September 1984 in die deutschen Kinos.

## Handlung
Andrew McGee und seine kleine Tochter Charlie sind auf der Flucht vor einem dubiosen Geheimdienst, genannt „das Institut“ (im Englischen „The Shop“).
In Rückblicken wird die Vorgeschichte erzählt: Einige Jahre früher nimmt Andrew als Versuchsperson an einem wissenschaftlichen Experiment teil und lernt dort eine junge Frau namens Vicky kennen, die ebenfalls Probandin ist. Er verliebt sich in sie, und die beiden heiraten. Durch die seinerzeitige Verabreichung einer speziellen Droge wurde bei ihnen die Entwicklung übersinnlicher Fähigkeiten gefördert. Die beiden bekommen eine Tochter, Charlie, und schon bald wird deutlich, dass diese sich an sie vererbt haben müssen.
Charlie besitzt telekinetische Kräfte, mittels derer sie Feuer entfachen kann (Pyrokinese). Als Kleinkind hat sie keine Kontrolle über diese Gabe, wodurch sie viel Schaden anrichten kann, was die Eltern sehr beunruhigt. Als das Institut davon erfährt, soll eine neue Versuchsreihe mit Charlie anlaufen, weswegen skrupellose Kidnapper nach ihr ausgeschickt werden, denen Vicky zum Opfer fällt. Andrew kommt zu spät nach Hause, um das Schlimmste zu verhindern. Er findet die Leiche seiner Frau versteckt im Wandschrank. Andrew stellt fest, dass sie gefoltert wurde, indem ihr die Fingernägel ausgerissen wurden. Er kann im letzten Moment verhindern, dass Charlie von den Instituts-Agenten aus dem Haus einer Freundin der Familie entführt wird. Mit Hilfe seiner eigenen Kräfte beeinflusst er die Bedroher durch Hypnose und lässt sie erblinden. Danach sind die beiden auf der Flucht vor dem Geheimdienst, der die Fähigkeit Charlies für militärische Zwecke nutzen will.
Sie können sich auf der Farm eines ihnen Glauben schenkenden älteren Ehepaars verstecken. Schon bald erscheinen zahlreiche bewaffnete Agenten, um Charlie mitzunehmen. Charlie setzt zum ersten Mal bewusst ihre Fähigkeiten ein, um sich und Andrew zu retten, und entfacht ein Inferno, in dem viele der Angreifer und ihre Fahrzeuge in Flammen aufgehen. Nur wenige können sich retten und zum Institut zurückkehren.
Der Chef des Instituts, Captain Hollister, setzt daraufhin als letztes Mittel, um Charlie in die Hände zu bekommen, den abgebrühten, brutalen und korrupten Agenten John Rainbird auf die beiden an. Rainbird gelingt es, die zwei im Haus von Andrews Großeltern ausfindig zu machen und mit einem Betäubungsgewehr zu überwältigen.
Im Institut erschleicht sich Rainbird Charlies Vertrauen, indem er ihr vorspielt, die Reinigungskraft für ihren abgeriegelten Wohnbereich zu sein. Jeden Tag besucht er sie, redet mit ihr und überzeugt sie letztlich, mit den Wissenschaftlern zu kooperieren, damit sie ihren Vater wiedersehen darf. Sie demonstriert daraufhin in Tests ihre enormen pyrokinetischen Kräfte. Dennoch hält Hollister sie hin, weil die Wissenschaftler einen Kontakt zwischen Vater und Tochter für zu gefährlich halten. Schließlich findet Andrew selbst eine Möglichkeit, mit Charlie Kontakt aufzunehmen, indem er sich heimlich der medikamentösen Ruhigstellung entzieht. Auf diese Weise kann er Hollister hypnotisieren. Er will ihn dazu benutzen, zusammen mit Charlie aus dem Institut zu fliehen. Hierfür soll Hollister Charlie eine Nachricht überbringen, die ein Treffen im Pferdestall des Geländes beinhaltet.
Charlie und Andrew sehen sich dort endlich wieder, doch ihre Freude darüber hält nicht lange an. Charlie hat ihrem vermeintlichen Freund Rainbird nämlich von der Sache erzählt. Rainbird lauert den beiden an ihrem Treffpunkt auf. Charlie freut sich zunächst, ihren Freund John zu sehen und möchte ihn auf die Flucht mitnehmen, doch Andrew klärt sie über Rainbirds wahre Identität auf. Rainbird schießt auf Andrew und verwundet ihn dabei tödlich. Bevor er in Charlies Armen stirbt, fordert er sie auf, ihre Fähigkeiten zur Flucht einzusetzen und das Institut zu vernichten. Als sie ihren Hass zunächst auf John richtet, versucht dieser, sie zu erschießen, aber sie vermag die Kugel aufzuhalten und Rainbird in Flammen zu setzen.
Von Wut, Trauer und Hass getrieben rettet Charlie noch die Pferde aus dem Stall, anschließend setzt sie ihn in Brand. Agenten in Feuerschutzanzügen versuchen, sie aufzuhalten, verbrennen jedoch ebenso. Charlie geht hinaus und schießt Feuerbälle auf alles, was sich bewegt. So verbrennt sie die Mitglieder des Instituts und fackelt auch das Gebäude vollständig ab.
Kurz danach taucht sie wieder auf der Farm auf und kann das Farmer-Ehepaar überzeugen, sie (anders als in Romanvorlage) zur New York Times zu begleiten, um die üblen Machenschaften des Geheimdienstes und des Instituts an die Öffentlichkeit zu bringen.

## Synchronisation
| Rolle                    | Darsteller       | Sprecher          |
| ------------------------ | ---------------- | ----------------- |
| Andrew ‚Andy‘ McGee      | David Keith      | Ulrich Gressieker |
| Charlene ‚Charlie‘ McGee | Drew Barrymore   | Caroline Ruprecht |
| Vicky Tomlinson McGee    | Heather Locklear | Janina Richter    |
| Captain Hollister        | Martin Sheen     | Lothar Blumhagen  |
| John Rainbird            | George C. Scott  | Arnold Marquis    |
| Norma Manders            | Louise Fletcher  | Barbara Adolph    |

## Hintergrund
- Der Film war eine Co-Produktion von Dino De Laurentiis Productions und Universal Pictures. Er kam am 11. Mai 1984 in die amerikanischen Kinos. Der Film erhielt nur mäßige Kritiken und kam auch beim Publikum nicht gut an. Er spielte die Produktionskosten von 15 Millionen US-Dollar knapp wieder ein.[3] Erst mit der Veröffentlichung auf Video wurde der Film zum erhofften Erfolg für die Produzenten.
- Die Dreharbeiten fanden unter anderem in Lake Lure, Orton Plantation, Winnabow und Wilmington in North Carolina statt.[4]
- Die damals achtjährige Drew Barrymore, die 1982 durch ihre Nebenrolle in Steven Spielbergs E.T. – Der Außerirdische bekannt geworden war, spielte in Firestarter erstmals eine Hauptrolle.
- In den USA wurde 2002 eine Fortsetzung mit dem Titel Feuerteufel – Die Rückkehr (Firestarter 2: Rekindled) für das Fernsehen produziert. Die Hauptrolle der Charlie übernahm Marguerite Moreau.
- In der Romanvorlage ist John Rainbird ein Irokese, was auch sein Verhalten im Umgang mit dem Tod erklärt, da er an einen Totenkult glaubt. Im Film legt er dasselbe Verhalten an den Tag, ist aber ein Weißer.
- Das von Charlie aufgesuchte Publikationsorgan ist in der Romanvorlage nicht The New York Times, sondern das Musikmagazin Rolling Stone.
- Im Jahr 2022 entstand eine Neuverfilmung. Keith Thomas übernahm die Regie, das Drehbuch schrieb Scott Teems.

## Filmmusik
Die Musik zum Film stammt von Tangerine Dream in der Besetzung Edgar Froese, Christopher Franke sowie Johannes Schmoelling und ist das fünfte Soundtrack-Album der Band.
| Nr.          | Titel             | Länge |
| ------------ | ----------------- | ----- |
| 1.           | Crystal Voice     | 3:07  |
| 2.           | The Run           | 4:50  |
| 3.           | Testlab           | 4:00  |
| 4.           | Charly the Kid    | 3:51  |
| 5.           | Escaping Point    | 5:10  |
| 6.           | Rainbirds Move    | 2:31  |
| 7.           | Burning Force     | 4:17  |
| 8.           | Between Realities | 2:53  |
| 9.           | Shop Territory    | 3:15  |
| 10.          | Flash Final       | 5:15  |
| 11.          | Out of the Heat   | 2:30  |
| Gesamtlänge: | Gesamtlänge:      | 41:39 |

## Kritiken
„Ein über weite Strecken spannender Horrorfilm.“

„Drehbuch und Tricks sind mies.“

„[…] ein kaltschnäuzig kalkulierter Marktartikel, der mit seiner Vorlage nichts Wesentliches gemein hat.“

## Auszeichnungen
- 1985 nominiert für Saturn Award in den Kategorien Bester Horrorfilm und Bester Nachwuchsschauspieler (Drew Barrymore).